# SPQR (fumetto)
SPQR è una serie a fumetti umoristica a strisce ideata e realizzata da Adriano Carnevali negli anni ottanta.

## Trama
La serie, priva di un protagonista fisso, è ambientata nell'antica Roma durante il periodo delle invasioni barbariche.

## Storia editoriale
Sono state realizzate circa un migliaio di strisce pubblicate in Italia su varie riviste come Relax e I Puzzle di Relax.
Nel 2019 la serie è stata raccolta in un volume, "SPQR - I guai di Roma vengono da lontano".